# Synagoga Chesed Tikwa w Biszkeku
Synagoga Chesed Tikwa w Biszkeku – synagoga znajdująca się w Biszkeku, stolicy Kirgistanu, przy ulicy Karpinskogo 193.
Synagoga została założona w kupionym w 1941 roku budynku w centrum miasta, po napływie setek żydowskich uciekinierów z okupowanej Europy, głównie z Polski. Jej pierwszym rabinem został J. Lewin, który zakupił do niej także zwoje Tory. Synagoga działa bez przerwy od jej otwarcia, ale z roku na rok na nabożeństwa przybywa coraz mniej wiernych. Mimo iż jest synagogą aszkenazyjską, to korzystają z niej także Żydzi sefardyjscy. Od 2000 roku rabinem synagogi i równocześnie naczelnym rabinem Kirgistanu jest pochodzący z Izraela Arie Raichman z Chabad-Lubavitch.